# San Luis Amatlán
San Luis Amatlán là một đô thị thuộc bang Oaxaca, México. Năm 2005, dân số của đô thị này là 3393 người.